# Kurt Hasse
Pour les articles homonymes, voir Hasse.
Kurt Hasse, né le 7 février 1907 à Mayence (Grand-duché de Hesse) et mort le 9 janvier 1944, est un cavalier allemand de saut d'obstacles.

## Carrière
Kurt Hasse participe aux Jeux olympiques d'été de 1936 à Berlin, et il remporte les médailles d'or des épreuves individuelle et par équipe de saut d'obstacles sur son cheval Tora.
Il meurt au combat lors de la Seconde Guerre mondiale.